# Tetanoceroides mesopleuralis
Tetanoceroides mesopleuralis är en tvåvingeart som beskrevs av Malloch 1933. Tetanoceroides mesopleuralis ingår i släktet Tetanoceroides och familjen kärrflugor. Inga underarter finns listade i Catalogue of Life.